# Pseudobalistes fuscus
 Pseudobalistes fuscus és un peix teleosti de la família dels balístids i de l'ordre dels tetraodontiformes.
Pot arribar als 55 cm de llargària total.
Es troba des de les costes del Mar Roig fins a les de Durban (Sud-àfrica), les de les Illes de la Societat, sud del Japó, sud de la Gran Barrera de Corall i Nova Caledònia.